# 李陽春 (隆慶進士)
李陽春（1541年—1603年），字時化，號邃麓，浙江杭州府餘杭縣人，民籍，明朝官员。

## 生平
隆慶元年（1567年）丁卯科浙江鄉試第二名舉人，《易經》經魁。隆慶二年（1568年）聯捷戊辰科會試第二百七十八名，三甲第三十六名進士。官至工部主事。

## 家族
曾祖李本元；祖父李滄，縣丞；父李枝，監生。母盛氏。具庆下。